# Condado de Liberty (Texas)
O Condado de Liberty é um dos 254 condados do estado norte-americano do Texas. A sede do condado é Liberty, e sua maior cidade é Liberty.
O condado possui uma área de 3 046 km² (dos quais 43 km² estão cobertos por água), uma população de 70 154 habitantes, e uma densidade populacional de 23 hab/km² (segundo o censo nacional de 2000).
O condado foi criado em 1836.